# DOS
Інше значення — дивіться Denial-of-Service

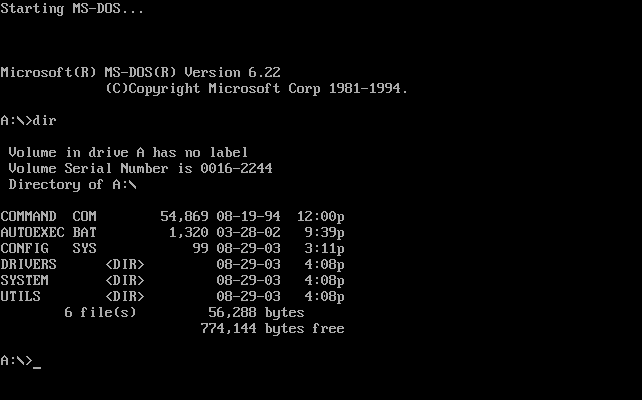
MS-DOS v6.22

DOS (англ. Disk Operating System — дискова операційна система) — родина тісно пов'язаних операційних систем, які домінували на ринку сумісних із IBM PC комп'ютерів до 1995 року. DOS — однозадачна однокористувацька 16-бітова операційна система, що використовувала 640 кб оперативної пам'яті. Більший обсяг був доступний тільки за умови використання додаткового програмного забезпечення.

## Історія
Системні виклики, структура програми та інтерфейс користувача у DOS взято з операційної системи CP/M, написаної у 1973 році. У 1980 році Тім Патерсон за 4 місяці написав QDOS — клон операційної системи CP/M для комп'ютерів компанії Seattle Computer Products (SCP), які базувались на 16-бітному процесорі Intel 8086. QDOS вперше використовувала файлову систему FAT. Назва QDOS означала  Quick and Dirty OS — нашвидкуруч брудно написана операційна система. SCP продавала її під назвою 86-DOS. Коли IBM звернулася до Microsoft по операційну систему для персонального комп'ютера IBM PC, Microsoft придбала ліцензію на QDOS і найняла Тіма Патерсона для її адаптації. У серпні 1981 IBM оголошує свій IBM PC із PC-DOS 1.0. У 1982 році Microsoft випускає MS-DOS 1.25, вперше з підтримкою апаратного забезпечення не від IBM.
| файл        | PC-DOS 1.0 | PC-DOS 1.10 |
| IBMBIO.COM  | 1,920      | 1,920       |
| IBMDOS.COM  | 6,400      | 6,400       |
| COMMAND.COM | 3,231      | 4,959       |
| сума        | 11,551     | 13,279      |

Код версії 2.0, випущеної у березні 1983 був значно переписаний Microsoft, DOS стала підтримувати жорсткі диски і дискети розміром 360KB. З архітектури Unix взято такі нові особливості як директорії, файлові операції, що базуються на дескрипторах, перенаправлення вводу/виводу програм, та канали (pipes). Microsoft вирішила використовувати обернену похилу \ (backslash) для роздільника назв директорій замість прийнятої в Unix похилої / (slash), оскільки вона вже використовувалась у більшості програм DOS для вказування параметрів командного рядка. 
ОС призначена для керування роботою ПК і підтримки взаємодії користувача з апаратною частиною та прикладними програмами. MS-DOS є однозадачною операційною системою. Завантаження починається відразу після вмикання ПК. Після завантаження системи на екрані побачимо командний рядок. Його початок може мати, наприклад, такий вигляд: С:\>_.
У командний рядок користувач заносить команди ОС або назви файлів з розширенням EXE, COM чи BAT. Відповідні програми будуть виконані після натискання на клавішу вводу. 
В ОС MS-DOS діалог між користувачем і комп'ютерною системою здійснюється за допомогою команд, які користувач вводить у командному рядку і натискає на клавішу вводу. Основні команди ОС поділяють на внутрішні та зовнішні. Внутрішні команди призначені для надання інформації про поточний час, дату, версію ОС і, найважливіше, — для роботи з дисками, каталогами та файлами. Зовнішні команди  реалізовані в exe чи com-файлах, які є на диску в деякому каталозі, найчастіше з назвою DOS.